# Polideportivo Santiago El Mayor
Santiago el Mayor es el nombre del polideportivo donde juega el Real Murcia Imperial. Se encuentra en Murcia rodeado por los barrios de El Carmen, Infante Juan Manuel, El Progreso y Ronda Sur. Tiene capacidad para 1000 espectadores.